# Юбер де Живанші
Граф Юбер Джеймс Марсель Таффі де Живанші (фр. Hubert James Marcel Taffin de Givenchy; 21 лютого 1927, Бове — 10 березня 2018) — французький модельєр, який заснував у 1952 році модний дім Givenchy. Його розуміння моди втілювали дві відомі клієнтки — Одрі Гепберн та Жаклін Кеннеді.

## Життєпис

### Дитинство
Юбер де Живанші народився 21 лютого 1927 року в Бове. Він був молодшим сином Люсьєна Таффіна де Живанші (1888—1930), маркіза Живанші, та його дружини Беатріс («Сіссі») Бадін (1888—1976). Люсьєн Таффін де Живанші загинув, коли Юберу було два роки.
Юберу де Живанші пророкували долю архітектора або юриста. Після смерті Люсьєна Таффін де Живанші його місце в родині зайняв дід Юбера — власник крамниці декоративних тканин.

### Навчання
Після визволення Франції від німецької окупації у 1944 році він поїхав до Парижа, проте не за дипломом юриста, а в Школу красних мистецтв (фр. École des Beaux Arts). Прихопивши із собою свої креслення суконь, Юбер завітав до кількох зірок тогочасної моди із проханнями про роботу чи стажування. Живанші почав зі свого кумира — знаменитого в той час модельєра Крістобаля Баленсіага. Проте, секретарка, що ревно виконувала свої обов'язки, просто вигнала нахабного молодика з приймальні.
Він навіть думав повернутися в Бове, але вирішив спробувати щастя ще. І пішов працювати до іншого дизайнера — Жака Фата (фр. Jacques Fath).
За 6 років життя в Парижі Юбер встиг побувати учнем у багатьох паризьких модельєрів: з підмайстри Жака Фата він перетворився на учня Роберта Піже (фр. Robert Piguet), після чого став помічником Люсьєна Лелонга  в домі моди Dior, зайнявши залишену Крістіаном Діором посаду. У 1947 році на запрошення Ельзи Скіяпареллі Юбер де Живанші став асистентом в її ательє та керуючим одного з її бутиків.
Але в голові у Юбера зріли куди більш грандіозні плани — створення власного дому моди.

### Дім Живанші
У 1952 році  граф Юбер де Живанши — випускник Паризької школи образотворчих мистецтв (фр. École des Beaux-Arts) — заснував власний дім моделей «Givenchy». Перша ж колекція 25-річного модельєра принесла йому успіх. «Елегантність, архітектурність ліній моделей Живанші якнайкраще підходить дамам з вищого світу», — писали в пресі.
Знайомство з великим кутюр'є Баленсіагою відбулося в 1953 році в Нью-Йорку.  Живанші за першої ж зустрічі зі своїм кумиром зізнався, що не має спеціальної освіти і завжди мріяв повчитися майстерності саме у нього. На що великий майстер відповів згодою. Все життя Юбер був вірний і вдячний своєму вчителю: вже будучи іменитим майстром, Живанші визнавав, що саме Беленсіага зробив з нього модельєра. Живанші підтримав Баленсіага, коли той в 1957 році вирішив не допускати пресу на свої покази. Щоб журналісти не могли впливати на думку покупців, їм дозволялося в перший раз побачити нову колекцію лише вісім тижнів по тому.

#### Його музи

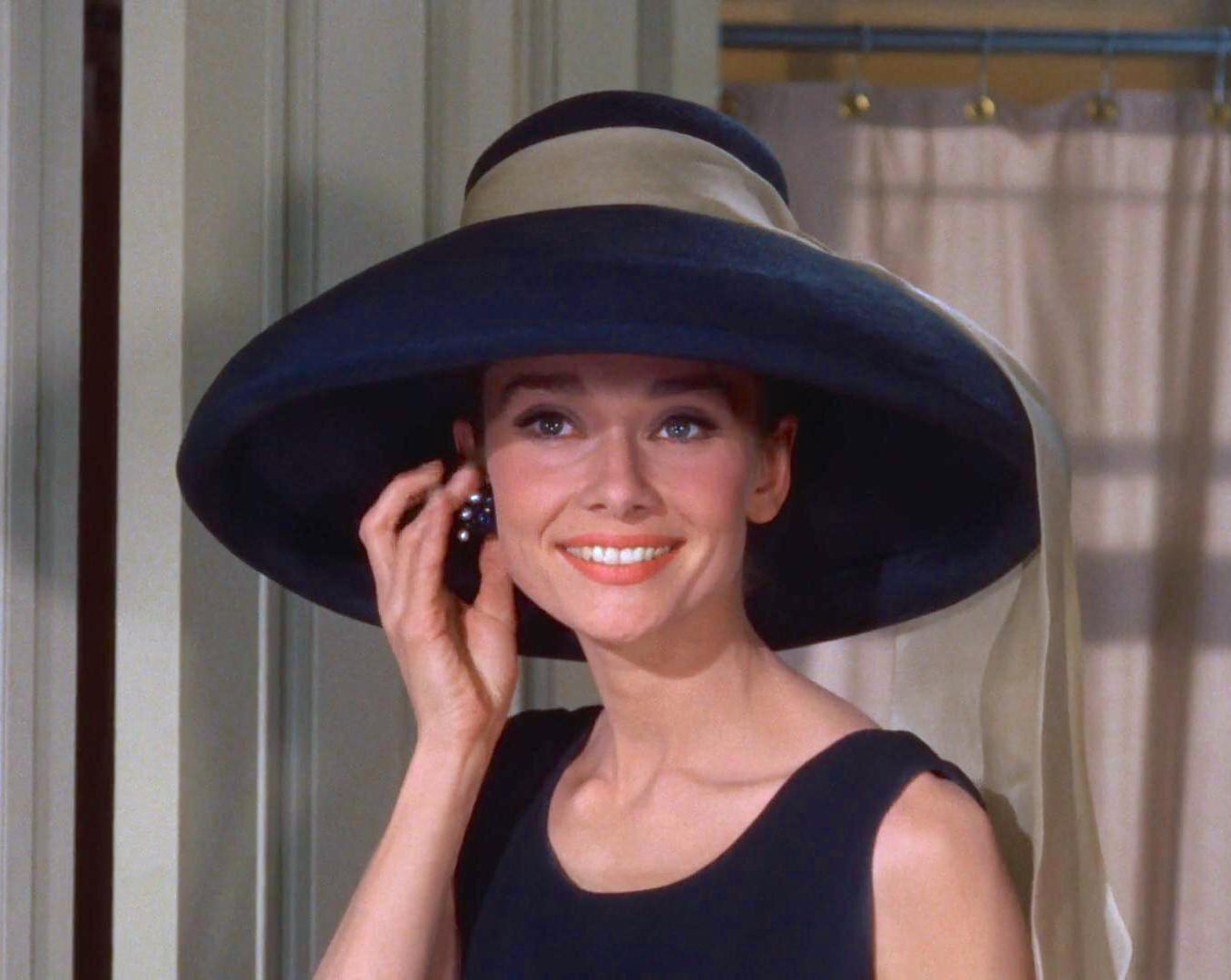
Одрі Гепберн у маленькій чорній сукні від Живанші

Того ж, 1953, року сталася ще одна знакова для Юбера де Живанші подія — він знайомиться із Одрі Гепберн. А з фільму «Сабріна» (1954) почалася 42-річна співпрацю Живанші з актрисою. Кутюр'є завжди називав її втіленням своїх уявлень про те, якою має бути та жінка, для якої він створює моделі. 4 лютого 1955 року модельєрові був вручений його перший «Оскар» за костюми до фільму «Сабріна». А Гепберн з тих пір стала його близьким другом і одягалася надалі тільки у нього — і в житті, і в кіно. Фільми, в яких вона знімалася в його костюмах (наприклад, «Забавне личко» і «Сніданок у Тіффані»), прославили на весь світ витончену елегантність від Живанші.
Для Гепберн дизайнер створив свої перші парфуми. Вони побачили світ у 1957 році, а через п'ять років після першого показу його колекції от кутюр. Аромат, присвячений актрисі, називався L'Interdit. Успіх цього аромату став підставою для організації не тільки модельного бізнесу, але і компанії Parfums Givenchy.
Іншою жінкою, що втілювала стиль Живанші, була Жаклін Кеннеді. Навіть для похорону чоловіка вона замовила сукню у дизайнера.
Крім улюблених муз, постійними клієнтами дизайнера були: Грейс Келлі, Грета Гарбо, Марлен Дітріх, Елізабет Тейлор — вони цінували аристократичність і елегантність його моделей.
У 1968 році Живанші представив першу колекцію жіночого готового одягу, не пустивши на показ жодного представника преси.
У 1973 році у «Givenchy» входить в світ колекція чоловічого одягу. А у 1974 році з'являється третій чоловічий аромат Givenchy Gentleman — на честь однойменної колекції. Він був створений парфумером Полем Леже (Paul Leger).

## На покої
У 1995 році Живанші оголосив про відхід на відпочинок. Купивши занедбану віллу на Лазурному узбережжі, він вдихнув життя в цей вмираючий шматочок землі. Він сам став і архітектором, і садівником в своєму новому будинку: реконструював садибу, обставив її дорогими серцю предметами і створив сад екзотичних рослин.

## Цікавинки
- У січні 2007 році пошта Франції випустила дві марки, присвячені Дню святого Валентина, автором дизайну яких був Юбер Живанші.
- Вже після відходу від справ, Юбер де Живанші створив костюми для нової постановки «Жизель» Великого театру.
- Існує декілька версій загибелі батька Юбера: від грипу, та більш героїчна версія — батько розбився на літаку, яким керував.